# Agama motylowa
Agama motylowa (Leiolepis belliana) – gatunek gada łuskonośnego z rodziny agamowatych (Agamidae).

## Występowanie
Azja Południowo-Wschodnia – Mjanma, Tajlandia, Kambodża, Laos, Wietnam, Malezja, Indonezja (Sumatra i Bangka).

## Cechy morfologiczne
Osiąga 50 cm długości. Po bokach tułowia występują szerokie fałdy skórne, które nie łączą jednak nasady przednich i tylnych kończyn, nie posiadają one również znaczenia lokomotorycznego. Są one rozpięte na ruchomych, kostnych elementach nie tworzących klatki piersiowej i nie łączących się z mostkiem (tzw. żebra rzekome). Szybko biegnąca z rozpostartymi fałdami agama motylowa sprawia wrażenie lecącego nisko motyla.
Grzbiet jest oliwkowozielony z trzema podłużnymi, żółtymi liniami oraz licznymi żółtymi plamkami. Fałdy boczne są jaskrawoczerwone lub białe z poprzecznymi, czarnymi pręgami.

## Galeria

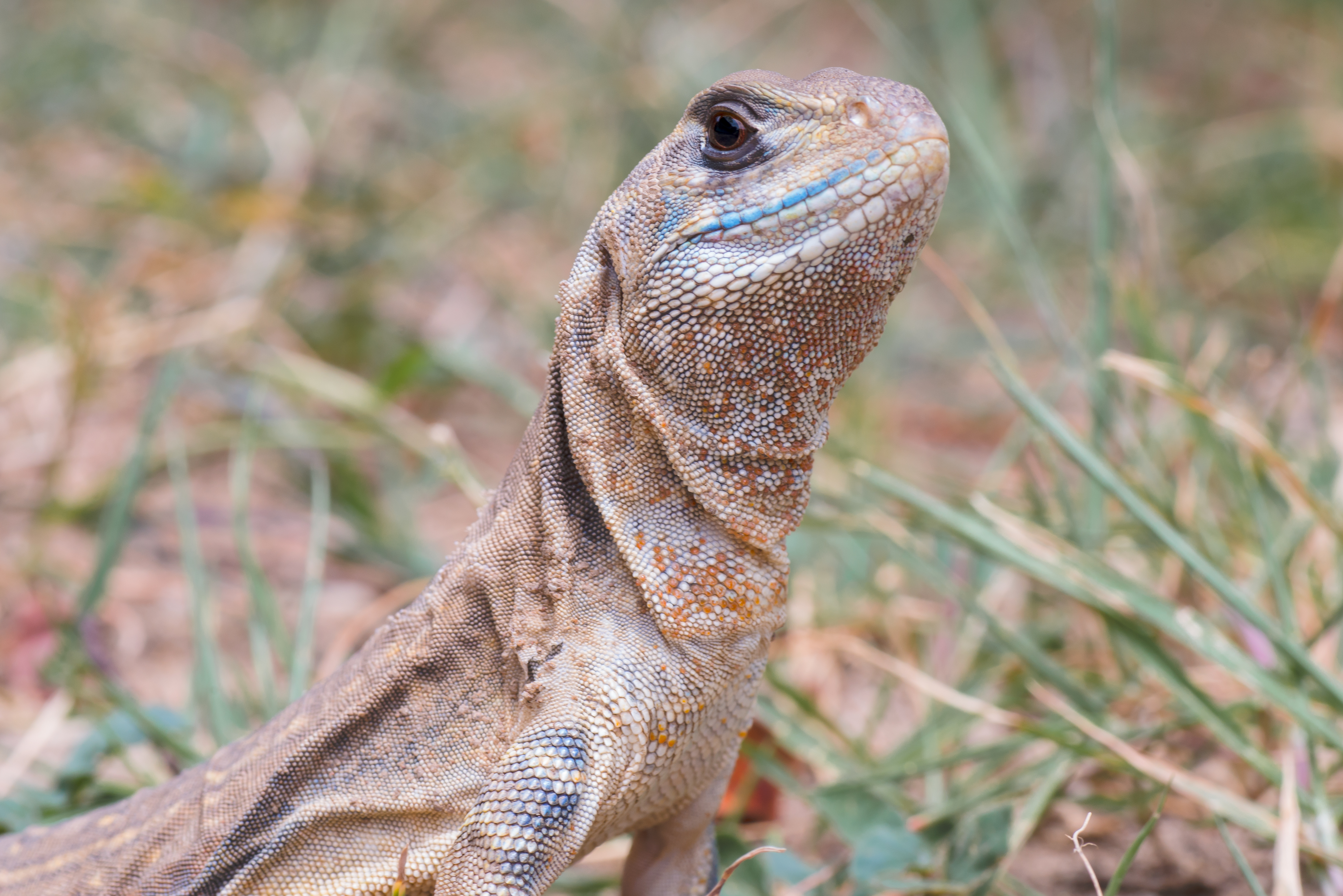
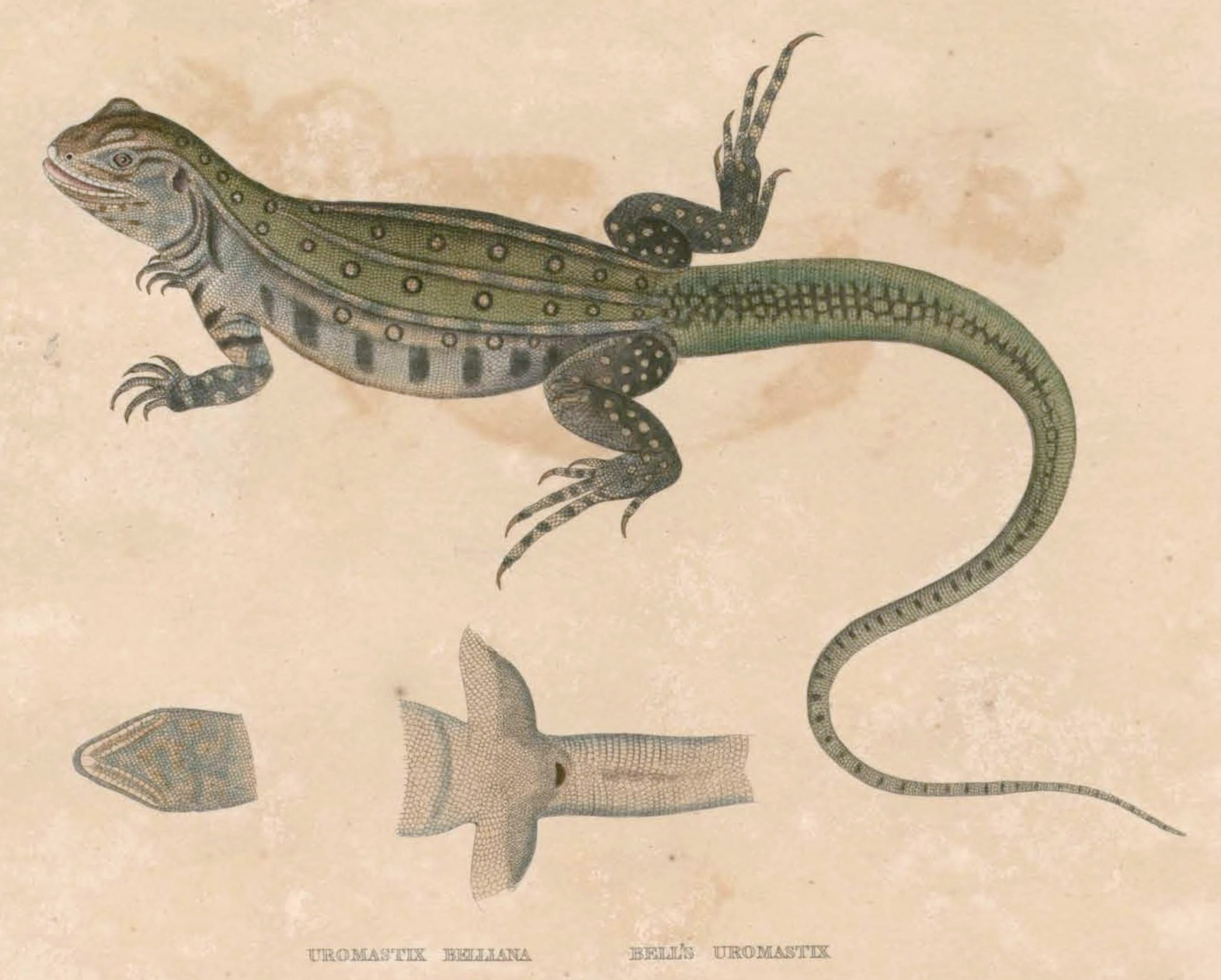